# Morellia
Morellia (лат.) — род двукрылых из семейства настоящих мух

## Описание
Металлически блестящие мухи от голубовато-черной до фиолетовой окраски. На крыльях могут быть пятна. Сектор радиуса (Rs) крыла сверху и снизу c волосками. Радиальная жилка R4+5 у большинства видов сверху в волосках, исключение составляет подрод Xenomorellia. Медиальная жилка изогнута вперед в сторону жилки R4+5. Задняя часть грудной чешуйки крыла расширена или языковидная. Передняя часть спинной поверхности голеней средних ног у самца с направленными назад щетинками, а церкальная пластинка имеет по краю на нижней стороне шиповидный отросток.

## Экология
Развитие личинок происходит в навозе копытных. Мухи подлизывают пот и слизистые выделения домашнего скота, встречаются также на цветках растений. Некоторые виды, например Morellia hortorum, являются факультативными кровососами и переносят патогенных микроорганизмов.

## Классификация
Известно 70 видов в четырёх подродах Morellia, Parapyrellia, Trichomorellia и Xenomorellia.
- Подрод Morellia Robineau-Desvoidy, 1830
  - Morellia abdominalis Stein, 1918
  - Morellia aenescens (Robineau-Desvoidy, 1830
  - Morellia affixa (Walker, 1856)
  - Morellia atrisquama Malloch, 1935
  - Morellia basalis (Walker, 1853)
  - Morellia biseta van Emden, 1965
  - Morellia calyptrata Stein, 1913
  - Morellia cashmirana van Emden, 1965
  - Morellia cerciformis Zielke, 1971
  - Morellia concacata Pamplona, 1986
  - Morellia couriae Pamplona, 1986
  - Morellia curvitibia Stein, 1913
  - Morellia dalcyi Pamplona, 1986
  - Morellia diversipalpis (Rondani, 1863)
  - Morellia edwardsi van Emden, 1939
  - Morellia hervebazini (Séguy, 1935)
  - Morellia hirtitibia Pamplona, 1986
  - Morellia hortorum (Fallén, 1817)
  - Morellia insularis Pont, 2006
  - Morellia longiseta van Emden, 1939
  - Morellia micans (Macquart, 1855)
  - Morellia muscaoides Zielke, 1973
  - Morellia natalensis Paterson, 1957
  - Morellia nepalensis Pont, 1972
  - Morellia nigricosta Hough, 1900
  - Morellia nigrisquama Malloch, 1928
  - Morellia nilotica (Loew, 1856)
  - Morellia obscuripes (Bigot, 1887)
  - Morellia paulistensis Pamplona & Mendes, 1995
  - Morellia pectinipes van Emden, 1965
  - Morellia podagrica (Loew, 1857)
  - Morellia prolectata (Walker, 1861)
  - Morellia pseudonigrisquama Shinonaga & Tumrasvin, 1978
  - Morellia quadriremis van Emden, 1965
  - Morellia setosa Zielke, 1971
  - Morellia sinensis Ôuchi, 1942
  - Morellia sinopensis Pamplona, 1986
  - Morellia sordidisquama Stein, 1918
  - Morellia tibetana Fan, 1974
  - Morellia trifurcata Ma & Huang, 2018[3]
  - Morellia violacea (Robineau-Desvoidy, 1830)
  - Morellia xanthoptera Pamplona, 1986
  - Morellia zimini Sychevskaya, 1967
- Подрод Parapyrellia Townsend, 1915
  - Morellia dendropanacis Pamplona & Couri, 1995
  - Morellia humeralis (Stein, 1918)
  - Morellia lopesae Pamplona, 1986
  - Morellia maculipennis (Macquart, 1846)
  - Morellia oportuna (Albuquerque & Lopes, 1979)
  - Morellia roppai Pamplona, 1986
  - Morellia semimarginata Stein, 1918)
- Подрод Trichomorellia Stein, 1919
  - Morellia benoisti (Pamplona, 1983)
  - Morellia callimera (Bigot, 1888)
  - Morellia flavipalpis (Pamplona, 1983)
  - Morellia nigritibia (Snyder, 1949)
  - Morellia saphirina Seguy, 1935
  - Morellia seguyi (Pamplona, 1983)
  - Morellia spinifera (Wulp, 1883)
  - Morellia trichops (Malloch, 1923)
- Подрод Xenomorellia Malloch, 1923
  - Morellia holti (Malloch, 1923)
  - Morellia inca Nihei & Carvalho, 2011
  - Morellia maia Nihei & Carvalho, 2011
  - Morellia montanhesa (Albuquerque, 1952)

## Распространение
Широко распространённый род, отсутствующий только в Австралии. Максимальное видовое разнообразие отмечено в Неотропической области